# 高階研一
高階 研一（たかしな けんいち、明治18年〈1885年〉11月25日 - 昭和42年〈1967年〉10月4日）は、明治時代末期から昭和時代後期にかけて活躍した日本の神職。
丹生川上神社宮司、石上神宮宮司、廣田神社宮司、札幌神社宮司、諏訪神社宮司、橿原神宮宮司を歴任したほか、長野県神社協会理事、全国神職会理事、皇典講究所理事、奈良県神社庁初代庁長、神社本庁第3代事務総長、同理事、同顧問を務めた「神社界の重鎮」であった。

## 生涯

### 学生時代の交流と諸社の転任
明治18年（1885年）11月25日、元豊岡藩士高階幸造を父に、兵庫県城崎郡田鶴野村に生まれた。
大学は國學院大學師範部国語漢文科に進んだ。同期には折口信夫がおり、研一と折口との交流は折口が亡くなるまで続いている。また在学中、佐佐木高行の私邸に下宿し、書生をしていた。高行邸には父とも親交が深かった高山昇が舎監としており、また同時期には斎藤英夫も下宿していた。同邸には孫の佐佐木行忠も同居しており、それぞれと交流が始まった。明治43年（1910年）卒業。
明治44年（1911年）8月、生田神社主典に就任、兵庫県皇典講究所理事補講師となる。
大正3年（1914年）8月6日、丹生川上神社宮司に就任。俸給は、就任同日に五級俸、大正5年（1916年）1月21日に四級俸を下賜された。
大正6年（1917年）1月23日、石上神宮宮司に転任。俸給は、就任同日に四級俸、翌大正7年（1918年）1月11日に三級俸、5月1日に六級俸、大正8年（1919年）12月15日に五級俸を受けている。
大正10年（1921年）1月19日、廣田神社宮司であった父幸造が病により帰幽すると、3月2日に研一がその後任宮司として任命され、同日内務省より四級俸が下賜された。翌年（1922年）12月23日には八級俸が下賜された。

### 札幌神社宮司と札幌祭の改革
大正13年（1924年）7月31日、札幌神社（現在の北海道神宮）宮司に任命され、同日六級俸を下賜された。また、皇典講究所北海道分所長となった。歌会・札幌興風会の第3代会長も務めた。同年10月、北海道庁長官土岐嘉平より「勤倹奨励ニ関スル件」が示達され、11月10日より1週間を第一回勤倹奨励週間として設定された。これを受けて奨励週間の初日、官衙代表・年番委員長・崇敬講頭取・丸山小学科職員および生徒などが参列し、勤倹励行宣誓祭を斎行した。
大正14年（1925年）2月3日、以後恒例祭事となる節分祭を斎行した。2月21日、雅楽会発会式を挙行。5月2日より宮司以下職員が朝拝を実施。その翌日には休憩所を兼ねた額殿の落成披露式を執り行った。以降もさまざまな祭典を斎行している。
維新勤王隊の導入
同年10月18日から11月4日まで、研一は祭典区代表役員とともに京都に視察へ赴いた。このとき平安神宮の時代祭において維新勤王隊を実見し、札幌祭にも維新勤王隊を導入しようと決意したという。15年度祭典予算に1万2400円の特別予算が組まれて導入が推進された。翌15年（1926年）5月12日には時代祭維新勤王隊楽士隊講師が来社し、札幌神社の維新勤王隊楽士隊の養成が開始している。そうして6月15日、初めて札幌祭の神輿渡御の先頭に維新勤王隊が供奉した。「軽やかな祭気分を誘う鼓笛の音、威風堂々たる隊列が沿道の市民に好評を博し」たという(『新札幌市史』第四巻, p. 1070)。
札幌敬神講社の設立
先述した視察で、研一は平安神宮の平安講社を模範参考として、大正15年（1926年）1月15日、札幌区民全部を講員とする札幌敬神講社を設立、発会式および奉告祭が斎行された。札幌神社宮司は顧問とされた。またこれに乗じて5月9日、藻岩村でも円山敬神講社が設立され、同日、発会奉告祭が執行されている。
大正から昭和へ
大正15年（1926年）12月25日、大正天皇が崩御すると、先帝崩御奉告祭を斎行した。ついで摂政宮裕仁親王が践祚し昭和と改元されると、翌12月26日に践祚並びに改元奉告祭を斎行した。年が明けて昭和2年（1927年）1月3日、頓宮に於いて大正天皇十日祭遥拝式を斎行、以降十日おきに五十日祭まで執り行った。2月4日の節分祭・2月17日の祈年祭は諒闇中のため規模を縮小して斎行した。4月3日、大正天皇百日祭遥拝式が額殿跡地にて行われた。
昭和2年（1927年）6月26日、舞楽保存会役員会が開催され、副総長に上田万平が就任するとともに研一がその総長に就任した。
諏訪神社への転任が決まると、札幌神社の氏子・崇敬者からその転任を惜しんで留任運動が起こったが、受け容れられなかったという。

### 諏訪より皇典講究所への転属
昭和2年（1927年）8月13日、諏訪神社（現在の諏訪大社）宮司に転じた。俸給は、同年8月15日に六級俸を、昭和11年（1936年）7月31日に三級俸を受けている。
また、昭和8年（1933年）6月14日には財団法人長野県神社協会理事に就任、翌年（1934年）3月15日には同協会理事の任期満了改選が行われ、3月29日に再選している。
この頃、皇典講究所所長となっていた佐佐木行忠および高山昇に請われたことを受け、昭和11年（1936年）12月19日に諏訪神社宮司を依願免職となり、研一は皇典講究所理事に転じた。これは高山が自身のもとで皇典講究所の運営に協力してくれる者として研一を選んだのであった。この折、新宿駅に行忠自身が出迎えるほどの懇請ぶりであったという。昭和12年（1937年）皇典講究所拡張課長となった。昭和17年（1942年）皇典講究所総務部長に転じ、次いで華北総署長となった。
また昭和12年（1937年）5月28日には、全国神職会理事に就任した。

### 橿原神宮宮司転任と戦時体制
昭和17年（1942年）6月29日、橿原神宮宮司に就任した。これを受けて同日付で勅任官待遇とされ、一級俸を下賜された。
昭和18年（1943年）3月、大政翼賛会奈良県支部からの要請を受けて研一は同支部顧問に就任し、4月3日には神武天皇祭に併せて、大政翼賛会主催で大東亜戦争完遂祈願祭が斎行された。この時期には多くの政治家・外交官らが橿原神宮を参拝しており、その際、研一と共に撮影された記念写真が多く残されている。たとえば、同年中でいえば5月1日に来社した重光葵、5月10日のドイツ大使スターマー夫妻、11月25日のインドネシアのスカルノ・モハマッド・ハッタ・バグス・ハディクスモなどである。同年10月、橿原神宮が陸海軍それぞれに十万円を献納すると、研一は海軍省を訪問し、献納十万円によって製造された飛行機に「金鵄号」と命名したいという希望を伝え、その結果製造された九九式艦上爆撃機は「金鵄号」と名付けられた。陸軍省からは、既に別団体からの献納による号に同様の名を付けてしまったため、製造された一式戦闘機には「八咫烏号」と命名してもらった。
この年の7月、「神宮五十年史」編纂事業の推進を決定、宮地直一・永島福太郎・高橋萬次郎の3名を編纂員に任じたほか山田孝雄も関与した。研一は同年12月に和歌山県へ出張して神武天皇の聖蹟調査を行うなど宮司としてこの事業に精力的に協力した。ちなみに、この「神宮五十年史」は終戦後の昭和20年（1945年）12月に執筆・編纂が終わり、翌年には「昭和二十一年稿　橿原神宮史」と表紙に記されて五分冊にまとめられたがついに日の目を見ることは無かった。
昭和19年（1944年）7月22日、小磯國昭に組閣の大命が下り小磯内閣が成立すると、その組閣奉告挨拶として7月29日に橿原神宮に参拝し、研一と記念写真が撮られた。8月24日には前軍需大臣岸信介も参拝し、研一と記念写真を撮影している。社務日誌によると12月19日には「地震ノ如キ爆発音ノ如キ……震動」と共に神宮が停電し、連絡を受けた研一と主典が急ぎ登庁し対応に当たるという案件が発生した。この日の件については被害は何もなく音の正体は不明のままであったが、連絡を受けると宮司は即座に登庁せねばならず、こういった事態が増加し精神的な緊張状態が続いた。また12月7日に発生した昭和東南海地震、翌昭和20年（1945年）1月13日に発生した三河地震、2日後には1月15日には豊受大神宮に空襲が有ったという報告があり橿原神宮内では動揺が広がり、こういった地震や空襲など相次ぐ凶事を受けて翌1月16日には研一が伊勢神宮を参拝し、伊勢神宮にまで被害が及んだことを神前に謝罪するとともに敵機撃滅を祈願した。
昭和20年（1945年）5月25日、奈良県国民義勇隊が結成され橿原神宮で奉告祭が催行された。これを受けて、6月18日、研一は同隊本部長に宛てて、橿原神宮・宮内省管轄畝傍御陵内畝傍監区事務所・奈良県橿原道場職員からなる職域国民義勇隊の結成承認申請を出した。本部は橿原神宮社務所に置かれ、隊長は研一が務めた。名称を「橿原聖地国民義勇隊」として7月6日に橿原神宮土間殿で結成式が執り行われた。
8月15日、太平洋戦争終戦。正午、研一以下神宮職員は全員待機の上、玉音放送を聴いた。そののち、研一は毎日新聞社・中部日本新聞社・同盟通信社の各記者から「重大発表」に関する聴取を受け、全職員で神前に参拝した。

### 戦後神社界の改革と神社本庁
終戦後も研一は奈良県神職講習会で講演会を行うなど神職としての日常をこなしていたが、10月6日にジョン・カーター・ヴィンセント米国国務省極東局長より神道の特権廃止が公表されると、神社界の刷新を余儀なくされていく。11月23日の新嘗祭および一連の祭儀を斎行した後、研一は11月25日に予定されていた自身の還暦祝賀会を蹴って皇典講究所・大日本神祇会（元全国神職会）の用務で月末まで上京した。12月15日にいわゆる「神道指令」が発せられると、12月22日・24日に研一は奈良県庁へ二度出張しており、その対応を協議したものだとされている。
年が明けて昭和21年（1946年）1月18日より28日まで研一は東京へ出張に赴く。この間の1月24日、大日本神祇会講堂に於いて官国幣社宮司会臨時総会が開かれ、研一が座長を務めつつ大塚神祇院総務課長より宗教法人令の説明を受けた。この総会での「神饌幣帛料御奉納御治定ニ付御礼言上」するという申し合わせ事項を受けて研一は鷹司信輔明治神宮宮司と共に宮内省へ赴き宮司会の代表として御礼を述べた。
さて、こうした神社界の問題を協議する中で、神祇庁設立発起世話人、神社本庁設立声明起草委員を務め、2月3日に神社本庁が設立されると、奈良県神社庁初代庁長に就任した。3月、第一回神社本庁評議員会で議長を務めたのち、本庁理事となった。昭和23年（1948年）には神社本庁審議会会長に就任、神職服忌心得などを審議した。
昭和24年（1949年）、熱田神宮宮司でもあった長谷外余男事務総長が熱田神宮造営事業に専任するため任期途中で辞任し、それ伴い第3代神社本庁事務総長に就任し、昭和25年（1950年）5月、再選。在任中、信仰を通して日本再建を企図する「神道新生活運動」を提唱し、これを推進した。また、昭和26年（1951年）宗教法人法の制定に際して、当局と度々交渉し、宮司が代表役員となる道筋をつけた。これについては、神社と新興宗教教団などが同一法規で規定されることに極めて不満であることを漏らしていたが、妥協の結果であった。
昭和28年（1953年）、札幌神社宮司の大坪富が諏訪大社宮司として転出することが決まったことを受けて、宮司の後任人事に責任役員の福島利雄が当たっていた。そこで福島は上京し、2月15日、かつて札幌神社の宮司をも務めていた事務総長の研一に面談し、後任人事の件と併せて社殿の改築修理、戦前からの願いであった明治天皇増祀を希望し、社名を北海道神宮または札幌神宮に改める方針を確認した。その結果、宮司の後任は青森諏訪神社宮司の石井昌胤が就いたが、明治天皇の増祀・社名の改称は後述する研一の辞任と、福島の死亡（昭和30年）および石井宮司の退任（青森諏訪神社宮司への還任）により停滞を余儀なくされた。
この期間、橿原神宮宮司としても怠らず活動している。神社の広報活動として、昭和21年（1946年）7月7日にはNHK大阪で「神社信仰について」と題したラジオ講演を行い、新聞の取材に研一自ら対応するなど「開かれた神宮」をアピールした。また昭和23年（1948年）7月25日、橿原神宮職員に対して、職員の体力消耗を防ぐため15時までしかるべき休養すなわち昼寝をすることを許可した。昭和27年（1952年）4月28日にサンフランシスコ講和条約が発効し、5月5日に研一以下職員で平和条約発効奉告祭を斎行した。

### 参議院議員選挙の立候補辞退
神社本庁は昭和28年（1953年）4月に執行予定の第3回参議院議員通常選挙全国区に独自に神職を立てることを決定し、推薦候補選考委員会より、研一がその候補として選考決定された。研一はこれに従い立候補を決意するも、橿原神宮総代会の反対決議を受けて総長談話を出して立候補を辞退した。この結果、もう一人の候補者として名乗り出ていた元事務総長宮川宗徳を神社界の総意として推薦することが難しくなり、結局宮川は落選している。またこの責任を取って同年3月に事務総長も辞任した。
この経緯について、立候補辞退を勧告した葦津珍彦は、次のような研一の考えを伝え聞いていたとされる。その考えとはすなわち、葦津の主張も理解できる上に、自身は政治家になりたいとも思わないが、本庁の総長をしている以上、本庁の正式な機関が審議し決議したことには、総長という役職上従わなければならない義務があり、全国の神職から表明された熱意・意志を無視することはできず、また旧友の宮川宗徳と争うことも私情では好ましくないがそういった理由から致し方ない、ということである。
こののち神社本庁顧問を委嘱された。

### 橿原神宮宮司への専念と晩年
昭和29年（1954年）4月2日、橿原森林植物園の開園式が行われ、後日、交流の深かった大學同期折口信夫の歌「うねび山かしの尾の上に居るとりのなきすむきけばとほ代なるらし」を生駒石に彫り込み、9月3日にその歌碑を建立した。同年、文部省宗教法人審議会委員となった。
昭和31年（1956年）神社本庁長老の称号を授けられ、同年の祝詞例文改正にも関与し、同年発足の神社制度調査会委員も委嘱された。
昭和32年（1957年）4月19日、橿原ロータリークラブが創立されると、研一はそのチャーターメンバーに名を連ねた。
昭和37年（1962年）5月29日、早春亭に於いて神宮・勅祭社宮司・権宮司らが昭和天皇に御会釈を受けるが、このとき研一が挨拶を行い、おことばを賜った。同年、物部守屋公慰霊会委員長に就任した。
昭和38年（1963年）、神社本庁より鳩杖を贈られた。この年の8月、研一は土地売却問題をもとに背任罪で奈良地方検察庁に告発されてしまった。この告発の中で、研一の息子である成章を権宮司に据え、一度辞しても呼び戻したのは「一族の掌中に握る」ためであるとしたため、翌昭和39年（1964年）9月1日、成章が辞任を申し出て辞職したことでこの問題は終結した。その結果、研一は後任の権宮司を、研一が橿原神宮に赴任した当時権宮司を務めていた長尾薫に求め、11月13日に御上神社宮司から転じさせた。
昭和41年（1966年）12月9日、建国記念の日を2月11日とすることが政令によって公布され、昭和42年（1967年）2月11日、11時より研一以下が奉仕して紀元祭を斎行し、13時から祝賀会が開催され、佐佐木行忠神社本庁統理・奥田良三奈良県知事に次いで研一が式辞を述べた。同年3月31日、修復していた文華殿の工事が完了したが、その竣工式を見ることなく、10月4日に帰幽した。享年81歳。葬儀は親交の深かった佐佐木行忠統理が葬儀委員長を務める奈良県神社庁・橿原神宮の合同葬として執り行われた。

## 人物
- 『北海道神宮史』下巻, p. 676によると、体躯は大柄、性格は温厚で、幼少期より賢く神童と呼ばれたという。
- 『大衆人事録』第14版東京篇, p. 590によると、趣味は運動・読書・謡曲である。

## 栄典

### 位階
- 大正03年（1914年）09月21日、叙従六位[95]
- 年月日不明、叙正六位[23]
- 年月日不明、叙従五位[96]
- 昭和08年（1933年）12月15日、叙正五位[96]
- 年月日不明、叙従四位[97]

### 勲章
- 大正04年（1915年）11月10日、大礼記念章[98]

## 系譜
『大衆人事録』昭和3年版, p. タ110、『大衆人事録』第14版東京篇, p. 590を参照。
- 父：高階幸造
- 母：高階鶴野
  - 妹：高階節子 - 古川壽雄室
- 妻：高階綾子 - 堀遥三の娘
  - 長男：高階成章
  - 長女：高階文子 - 藤森良夫室
  - 次女：高階廣子
  - 次男：高階廣道
  - 三女：高階雪子